# Sympathomimetikum
Sympathomimetika oder Sympathikomimetika sind („den Sympathikus bewegende“) Arzneimittel, die die Stimulation des sympathischen Nervensystems nachahmen. Sie stimulieren die Erregungsübertragung von adrenergen Rezeptoren auf den Sympathikus – einen Teil des vegetativen Nervensystems, der die nach außen gerichtete Aktionsfähigkeit bei Belastungen erhöht („Fight-or-flight“). Dadurch werden eine Erhöhung des Blutdruckes und der Herzfrequenz, eine Erweiterung der Atemwege, eine allgemeine Leistungssteigerung und ein erhöhter Energieverbrauch bewirkt.  Auch Euphorie und eine Hemmung des Hungerzentrums im Zwischenhirn und somit eine Verminderung des Appetits sind weitere Folgen.
Bereits 1910 beschrieben George Barger und Henry Hallett Dale sympathikomimetische (den Sympathikus bewegende), blutdrucksteigernde „Pressoramine“ (Adrenalin bzw. Noradrenalin).
Die meisten Präparate unterliegen der Rezeptpflicht. Ihre Einnahme sollte grundsätzlich nur unter ärztlicher Kontrolle stattfinden, denn sie stellt einen erheblichen Eingriff in den menschlichen Organismus dar. So haben die meisten Sympathomimetika neben der gewünschten Wirkung, etwa einer Verbesserung der Atmung, auch unterschiedlich ausgeprägte Nebenwirkungen aus dem oben beschriebenen Spektrum; zum Beispiel eine Blutdruckerhöhung.

## Entwicklung synthetischer Sympathomimetika
- Dobutamin: 1975 von Ronald R. Tuttle und John Blakely Mills entwickelt
- Ephedrin: 1887 erstmals von Nagai Nagayoshi aus Ephedra sinica als reines Alkaloid hergestellt
- Oxedrin (Synephrin/Sympatol): Von Legerlotz erstmals synthetisiert; 1930 wurde die Wirkung von Gustav Kuschinsky untersucht
- Norfenefrin (Novadral)/Etilefrin (Effortil): 1970 von David J. Triggle untersucht
- Isoprenalin (Aludrin): 1938 von Scheidling synthetisiert; die bronchienerweiternde Wirkung wurde 1939 von Heribert Konzett nachgewiesen
- Fenoterol (Partusisten): Von Mentrup bei Boehringer Ingelheim synthetisiert, 1962 patentiert und ab 1971 als Berotec-Dosieraerosol vermarktet
- Salbutamol: 1968 von Allen & Hanbury veröffentlicht[3]

## Direkte und indirekte Sympathomimetika
Sympathomimetika werden als direkt wirkend (wirken direkt auf α- oder β-Rezeptoren), indirekt wirkend (wirken durch die Bereitstellung von mehr Noradrenalin, das auf α- oder β-Rezeptoren wirkt) oder gemischt wirkend (wirken über beide Mechanismen) klassifiziert.
Direkte Sympathomimetika wirken durch Aktivierung von Adrenozeptoren, indem sie die Wirkung der physiologischen Botenstoffe (Transmitter) Adrenalin und Noradrenalin nachahmen. Es existieren Wirkstoffe, die bevorzugt an α-Rezeptoren, an β-Rezeptoren (siehe Abschnitt Einteilung im Artikel Adrenozeptoren) oder an beiden Rezeptortypen wirken.
Indirekte Sympathomimetika sind Substanzen, welche die Konzentration der physiologischen Transmitter im synaptischen Spalt erhöhen. Dies geschieht über eine vermehrte Ausschüttung aus präsynaptischen Nervenenden und über eine Hemmung der Wiederaufnahme. Beispiele sind Ephedrin, das eine Erweiterung der Bronchien und eine Stimulation des Kreislaufes bewirkt, sowie Amphetamin und seine Derivate wie Methylphenidat und MDMA („Ecstasy“).
Eine Trennung zwischen direkter/indirekter α-sympathomimetischer Wirkung oder reiner α1/α2/β1/β2-Rezeptorenwirkung ist lediglich tendenziell möglich, da die meisten Wirkstoffe weder strikt noch hochselektiv oder gar ausschließlich einen einzigen Rezeptortyp bevorzugen.

## α-Sympathomimetika
α-Sympathomimetika binden selektiv an α-Adrenozeptoren und aktivieren diese.
Direkte α-Sympathomimetika werden heute überwiegend lokal eingesetzt, um eine Vasokonstriktion (Gefäßverengung) zu bewirken. Sie kommen dabei vor allem in Nasensprays zum Einsatz, mit dem Ziel einer Abschwellung der Nasenschleimhaut bei Rhinitis (Schnupfen). Wirkstoffe sind Naphazolin, Tetryzolin, Tramazolin, Xylometazolin, Oxymetazolin und Phenylephrin. Bei einer oralen Therapie steht auch die blutdruckstabilisierende Eigenschaft im Vordergrund. Menschen mit chronisch erhöhtem Bluthochdruck (Hypertonie) sollten entsprechende Präparate nur in Absprache mit einem Arzt anwenden.
Diverse Wirkstoffe mit indirekter α-sympathomimetischer Wirkung wie Ephedrin oder -derivate (Amphetamine) oder Kokain und -derivate unterliegen in Deutschland der Verschreibungspflicht bzw. dem Betäubungsmittelgesetz.
α-Sympathomimetika dürfen nicht an den Akren (Extremitäten) verabreicht werden, also an Körperspitzen wie Finger, Zehen oder Ohren, da durch die Vasokonstriktion die Durchblutung in diesen Regionen zum Stillstand kommen kann. Dies kann zu Nekrose bis hin zur Amputation führen.

## β-Sympathomimetika
In der Lungenheilkunde werden vor allem solche Sympathomimetika eingesetzt, die an der Subgruppe der β2-Rezeptoren angreifen, wie zum Beispiel Fenoterol oder Salbutamol. Um eine systemische Wirkung zu reduzieren, werden die β2-Sympathomimetika dort meistens zum Inhalieren verabreicht. An der Bronchialmuskulatur entfalten sie insbesondere bei Asthmatikern eine bronchodilatative (atemwegserweiternde) Wirkung. Lang wirksame Sympathomimetika werden in der Lungenheilkunde meistens als Controller bei Asthma und COPD eingesetzt, kurz wirksame dagegen als Reliever (auch Bedarfsmedikation).
Ein Wirkstoff, der sowohl an β1- als auch an β2-Rezeptoren wirkt, ist Orciprenalin.

## Sympathomimetika mit Wirkung an α- und β-Rezeptoren
Therapeutisch werden Katecholamin-Derivate eingesetzt. Das Ausmaß der Aktivierung der Adrenozeptor-Subtypen ist dabei bei den einzelnen Substanzen unterschiedlich, was differenzierte Anwendungen ermöglicht. Wichtige Wirkstoffe sind Adrenalin, Noradrenalin, Ameziniummetilsulfat, Etilefrin, Metaraminol, Norephedrin, Oxilofrin sowie Dopamin und dessen Derivate Dobutamin und Dopexamin.

## Klinische Verwendung
Klinisch werden diese Medikamente zur Behandlung von Glaukom, anaphylaktischem Schock, chronisch obstruktiver Lungenerkrankung, Hypotonie, Bluthochdruck, Herzinsuffizienz, Nasenverstopfung, vorzeitigen Wehen, Aufmerksamkeitsdefizit-/Hyperaktivitätsstörung, Narkolepsie und akutem oder chronischem Asthma eingesetzt.